# Damernas K-4 500 meter i kanotsport vid olympiska sommarspelen 1992
Damernas K-4 500 meter vid olympiska sommarspelen 1992 hölls i Castelldefels i Spanien. 

## Medaljörer
| Gren         | Guld                                                      | Silver                                                                | Brons                                                                 |
| K4 500 meter | Ungern Rita Kőbán Éva Dónusz Erika Mészáros Kinga Czigány | Tyskland Katrin Borchert Ramona Portwich Birgit Schmidt Anke von Seck | Sverige Anna Olsson Agneta Andersson Maria Haglund Susanne Rosenqvist |

## Resultat

### Heat
| Heat 1 |                                                                                   |         |    |
| 1.     | Ning Menghua, Wang Jing, Wen Yanfang och Zhao Xiaoli (CHN)                        | 1:36.15 | QF |
| 2.     | Shelia Conover, Alexandra Harbold, Cathy Marino-Geers och Traci Phillips (USA)    | 1:36.74 | QF |
| 3.     | Viorica Iordache, Claudia Nicula, Carmen Simion och Sanda Toma (ROU)              | 1:36.82 | QS |
| 4.     | Annacatia Casagrande, Amalia Calzavara, Chiara Dal Santo och Lucia Micheli (ITA)  | 1:38.82 | QS |
| 5.     | Françoise Lasak, Bernadette Brégeon, Isabelle Boulogne och Anne Michaut (FRA)     | 1:39.27 | QS |
| 6.     | Denise Cooper, Lynda Lehmann, Gayle Mayes och Anna Wood (AUS)                     | 1:39.32 | QS |
| 7.     | Pavlína Jobánková, Jitka Janáčková, Vladimíra Havelková och Ivana Vokurková (TCH) | 1:40.57 | QS |
| 8.     | Bonka Pindzheva, Mariya Kichukova, Kinka Racheva och Tanya Georgieva (BUL)        | 1:43.59 | QS |
| Heat 2 |                                                                                   |         |    |
| 1.     | Éva Dónusz, Kinga Czigány, Rita Kőbán och Erika Mészáros (HUN)                    | 1:32.94 | QF |
| 2.     | Agneta Andersson, Maria Haglund, Anna Olsson och Susanne Rosenqvist (SWE)         | 1:33.25 | QF |
| 3.     | Katrin Borchert, Ramona Portwich, Birgit Schmidt och Anke von Seck (GER)          | 1:34.13 | QS |
| 4.     | Caroline Brunet, Alison Herst, Klari McAskill och Kevyn Stafford (CAN)            | 1:36.34 | QS |
| 5.     | Irina Samoylova, Galina Savenko, Irina Vaag och Olga Tishchenko (EUN)             | 1:38.25 | QS |
| 6.     | Belén Sánchez, Joaquina Costa, Luisa Álvárez och Ana María Penas (ESP)            | 1:38.72 | QS |
| 7.     | Hilary Dresser, Andrea Dallaway, Alison Thorogood och Sandra Troop (GBR)          | 1:40.22 | QS |
| 8.     | Hege Brannsten, Nina Bergsvik, Tone Rasmussen och Ingeborg Rasmussen (NOR)        | 1:40.53 | QS |

### Semifinaler
| Semifinal 1 |                                                                                   |         |    |
| 1.          | Katrin Borchert, Ramona Portwich, Birgit Schmidt och Anke von Seck (GER)          | 1:37.48 | QF |
| 2.          | Irina Samoylova, Galina Savenko, Irina Vaag och Olga Tishchenko (EUN)             | 1:38.56 | QF |
| 3.          | Denise Cooper, Lynda Lehmann, Gayle Mayes och Anna Wood (AUS)                     | 1:39.81 | QF |
| 4.          | Annacatia Casagrande, Amalia Calzavara, Chiara Dal Santo och Lucia Micheli (ITA)  | 1:41.08 |    |
| 5.          | Hilary Dresser, Andrea Dallaway, Alison Thorogood och Sandra Troop (GBR)          | 1:41.24 |    |
| 6.          | Bonka Pindzheva, Mariya Kichukova, Kinka Racheva och Tanya Georgieva (BUL)        | 1:45.90 |    |
| Semifinal 2 |                                                                                   |         |    |
| 1.          | Caroline Brunet, Alison Herst, Klari McAskill och Kevyn Stafford (CAN)            | 1:37.86 | QF |
| 2.          | Viorica Iordache, Claudia Nicula, Carmen Simion och Sanda Toma (ROU)              | 1:38.21 | QF |
| 3.          | Pavlína Jobánková, Jitka Janáčková, Vladimíra Havelková och Ivana Vokurková (TCH) | 1:40.12 |    |
| 4.          | Belén Sánchez, Joaquina Costa, Luisa Álvárez och Ana María Penas (ESP)            | 1:40.17 |    |
| 5.          | Françoise Lasak, Bernadette Brégeon, Isabelle Boulogne och Anne Michaut (FRA)     | 1:41.83 |    |
| 6.          | Hege Brannsten, Nina Bergsvik, Tone Rasmussen och Ingeborg Rasmussen (NOR)        | 1:41.88 |    |

### Final
| Gold   | Éva Dónusz, Kinga Czigány, Rita Kőbán och Erika Mészáros (HUN)                 | 1:36.32 |
| Silver | Katrin Borchert, Ramona Portwich, Birgit Schmidt och Anke von Seck (GER)       | 1:38.47 |
| Bronze | Agneta Andersson, Maria Haglund, Anna Olsson och Susanne Rosenqvist (SWE)      | 1:39.79 |
| 4.     | Viorica Iordache, Claudia Nicula, Carmen Simion och Sanda Toma (ROU)           | 1:41.02 |
| 5.     | Ning Menghua, Wang Jing, Wen Yanfang och Zhao Xiaoli (CHN)                     | 1:41.12 |
| 6.     | Caroline Brunet, Alison Herst, Klari McAskill och Kevyn Stafford (CAN)         | 1:42.28 |
| 7.     | Shelia Conover, Alexandra Harbold, Cathy Marino-Geers och Traci Phillips (USA) | 1:43.00 |
| 8.     | Denise Cooper, Lynda Lehmann, Gayle Mayes och Anna Wood (AUS)                  | 1:43.88 |
| 9.     | Irina Samoylova, Galina Savenko, Irina Vaag och Olga Tishchenko (EUN)          | 1:44.84 |